# Barry White
Barry White (Galveston, 12 september 1944 – Los Angeles, 4 juli 2003) was een Amerikaans soul- en discozanger en -producer. Zowel solo als met het door hem gedirigeerde The Love Unlimited Orchestra had hij diverse hits.

## Biografie
Barry White werd als Barry Eugene Carter geboren in Galveston, Texas en groeide op in Los Angeles. Op 10-jarige leeftijd werd hij lid van een gang en op de leeftijd van zestien jaar werd hij veroordeeld tot vier maanden gevangenisstraf wegens diefstal van Cadillac-autobanden ter waarde van $30.000.
Eind jaren zestig begon White's muziekcarrière, aanvankelijk nog slechts als producer. Zijn grootste succes was het opzetten van Love Unlimited, een damesgroep met drie leden (waaronder zijn latere vrouw Glodean James), waarvoor hij de klassieker Walkin' in the Rain (With the One I Love) schreef.
White had een aantal liedjes geschreven en zocht een mannelijke vocalist om deze op te nemen. Uiteindelijk liet hij zich overhalen dit zelf te doen, wat leidde tot het succesvolle album "I've Got So Much to Give", met de hit I'm Gonna Love You Just a Little More Baby.
Zijn volgende succes was de oprichting van het Love Unlimited Orchestra. Tegen alle verwachtingen in werd het volledig instrumentale Love's theme een grote hit.
White behaalde zijn grootste successen in de jaren 70. In de periode van de disco, maar ook later, heeft hij nog diverse hits gehad.
Tijdens een verblijf in het ziekenhuis in 2003, waar hij herstelde van de gevolgen van een beroerte, overleed White op 58 jarige leeftijd aan een nierziekte.
In 2013 kreeg hij postuum een ster op de Hollywood Walk of Fame.

## Discografie

### Albums
| Album met eventuele hitnotering(en) in de Nederlandse Album Top 100 | Datum van verschijnen | Datum van binnenkomst | Hoogste positie | Aantal weken | Opmerkingen                               |
| ------------------------------------------------------------------- | --------------------- | --------------------- | --------------- | ------------ | ----------------------------------------- |
| Grand Gala                                                          | 1974                  | 16-03-1974            | 7               | 13           | met Love Unlimited                        |
| The Together Brothers                                               | 1974                  | 07-09-1974            | 35              | 3            | met Love Unlimited Orchestra / Soundtrack |
| Can't Get Enough                                                    | 1974                  | 28-09-1974            | 26              | 6            |                                           |
| Just Another Way to Say I Love You                                  | 1975                  | 26-04-1975            | 25              | 6            |                                           |
| Let the Music Play                                                  | 1976                  | 21-02-1976            | 38              | 7            |                                           |
| Love Songs                                                          | 1983                  | -                     |                 |              | Verzamelalbum / Nr. 5 in de TV LP Top 15  |
| Love Songs                                                          | 1985                  | 22-06-1985            | 11              | 18           | Verzamelalbum                             |
| The Collection                                                      | 1989                  | 07-01-1989            | 10              | 45           | Verzamelalbum                             |
| The Ultimate Collection                                             | 1992                  | 18-04-1992            | 19              | 16           | Verzamelalbum                             |
| Back to Back                                                        | 1994                  | 15-10-1994            | 45              | 7            | met Lou Rawls / Verzamelalbum             |
| The Icon Is Love                                                    | 1995                  | 25-03-1995            | 34              | 11           |                                           |
| Boss Soul: The Genius of Barry White                                | 1997                  | -                     |                 |              | Verzamelalbum                             |
| The Ultimate Collection                                             | 22-11-1999            | 25-03-2000            | 23              | 8            | Verzamelalbum                             |

| Album met hitnotering(en) in de Vlaamse Ultratop 200 albums | Datum van verschijnen | Datum van binnenkomst | Hoogste positie | Aantal weken | Opmerkingen   |
| ----------------------------------------------------------- | --------------------- | --------------------- | --------------- | ------------ | ------------- |
| All-Time Greatest Hits                                      | 1994                  | 13-05-1995            | 36              | 2            | Verzamelalbum |
| The Ultimate Collection                                     | 1999                  | 08-04-2000            | 1(5wk)          | 40           | Verzamelalbum |
| Barry White's Greatest Hits                                 | 1975                  | 26-07-2003            | 48              | 1            | Verzamelalbum |
| Love Songs                                                  | 07-07-2003            | 14-02-2004            | 5               | 12           | Verzamelalbum |
| The Ultimate Collection                                     | 06-05-2011            | 21-05-2011            | 25              | 17           | Verzamelalbum |

### Singles
| Single met eventuele hitnotering(en) in de Nederlandse Top 40 | Datum van verschijnen | Datum van binnenkomst | Hoogste positie | Aantal weken | Opmerkingen                                                                            |
| ------------------------------------------------------------- | --------------------- | --------------------- | --------------- | ------------ | -------------------------------------------------------------------------------------- |
| I'm Gonna Love You Just a Little More Baby                    | 1973                  | 15-09-1973            | 21              | 5            | Nr. 14 in de Single Top 100                                                            |
| Never, Never Gonna Give Ya Up                                 | 1973                  | 23-02-1974            | 9               | 7            | Nr. 9 in de Single Top 100                                                             |
| Can't Get Enough of Your Love, Babe                           | 1974                  | 07-09-1974            | 13              | 7            | Nr. 12 in de Single Top 100                                                            |
| You're the First, the Last, My Everything                     | 1974                  | 21-12-1974            | 10              | 7            | Nr. 13 in de Single Top 100                                                            |
| What Am I Gonna Do with You                                   | 1975                  | 29-03-1975            | 20              | 5            | Nr. 19 in de Single Top 100                                                            |
| Let the Music Play                                            | 1975                  | 24-01-1976            | 27              | 3            | Nr. 23 in de Single Top 100                                                            |
| You See the Trouble with Me                                   | 1976                  | 24-04-1976            | 18              | 5            | Nr. 19 in de Single Top 100                                                            |
| The Secret Garden (Sweet Seduction Suite)                     | 1990                  | 21-04-1990            | 16              | 7            | met Quincy Jones, Al B. Sure!, James Ingram & El DeBarge / Nr. 13 in de Single Top 100 |
| Practice What You Preach                                      | 1995                  | 04-03-1995            | tip2            | -            | Nr. 36 in de Single Top 100                                                            |
| In Your Wildest Dreams                                        | 1996                  | 07-12-1996            | tip19           | -            | met Tina Turner / Nr. 77 in de Single Top 100                                          |
| Let the Music Play (Funkstar's Club Deluxe)                   | 2000                  | 21-10-2000            | tip8            | -            | Nr. 91 in de Single Top 100                                                            |

| Single met hitnotering(en) in de Vlaamse Ultratop 50 | Datum van verschijnen | Datum van binnenkomst | Hoogste positie | Aantal weken | Opmerkingen                                                                            |
| ---------------------------------------------------- | --------------------- | --------------------- | --------------- | ------------ | -------------------------------------------------------------------------------------- |
| Never, Never Gonna Give Ya Up                        | 1974                  | -                     |                 |              | Nr. 5 in de Radio 2 Top 30                                                             |
| Can't Get Enough of Your Love, Babe                  | 1974                  | -                     |                 |              | Nr. 13 in de Radio 2 Top 30                                                            |
| You're the First, the Last, My Everything            | 1974                  | -                     |                 |              | Nr. 6 in de Radio 2 Top 30                                                             |
| What Am I Gonna Do with You                          | 1975                  | -                     |                 |              | Nr. 14 in de Radio 2 Top 30                                                            |
| Let the Music Play                                   | 1975                  | -                     |                 |              | Nr. 19 in de Radio 2 Top 30                                                            |
| You See the Trouble with Me                          | 1976                  | -                     |                 |              | Nr. 23 in de Radio 2 Top 30                                                            |
| Don't Make Me Wait Too Long                          | 1976                  | -                     |                 |              | Nr. 15 in de Radio 2 Top 30                                                            |
| Sho' You Right                                       | 1987                  | -                     |                 |              | Nr. 17 in de Radio 2 Top 30                                                            |
| Follow That and See                                  | 1989                  | -                     |                 |              | Nr. 21 in de Radio 2 Top 30                                                            |
| The Secret Garden (Sweet Seduction Suite)            | 1990                  | -                     |                 |              | met Quincy Jones, Al B. Sure!, James Ingram & El DeBarge / Nr. 17 in de Radio 2 Top 30 |
| In Your Wildest Dreams                               | 1996                  | 30-11-1996            | 18              | 13           | met Tina Turner / Nr. 18 in de Radio 2 Top 30                                          |
| Let the Music Play (Funkstar's Club Deluxe)          | 2000                  | 21-10-2000            | 30              | 7            | Nr. 30 in de Radio 2 Top 30                                                            |

### NPO Radio 2 Top 2000
| Nummers met noteringen in de NPO Radio 2 Top 2000 | '99  | '00  | '01  | '02 | '03  | '04  | '05  | '06  | '07  | '08  | '09  | '10  | '11  | '12  | '13  | '14  | '15  | '16  | '17  | '18 | '19 | '20 | '21 | '22  | '23 | '24  |
| ------------------------------------------------- | ---- | ---- | ---- | --- | ---- | ---- | ---- | ---- | ---- | ---- | ---- | ---- | ---- | ---- | ---- | ---- | ---- | ---- | ---- | --- | --- | --- | --- | ---- | --- | ---- |
| Can't Get Enough of Your Love                     | -    | 1421 | 1585 | -   | -    | 1782 | 1804 | 1957 | 1940 | 1867 | -    | -    | -    | -    | -    | -    | -    | -    | -    | -   | -   | -   | -   | -    | -   | -    |
| Let the Music Play                                | -    | -    | -    | -   | 1235 | 865  | 905  | 1290 | 926  | 1106 | 1433 | 1370 | 1408 | 1302 | 1641 | 1482 | 1439 | 1668 | 1485 | -   | -   | -   | -   | -    | -   | -    |
| Never, Never Gonna Give Ya Up                     | 1210 | -    | 1396 | -   | 1802 | 1578 | 1632 | 1828 | 1688 | 1724 | -    | -    | -    | -    | -    | -    | -    | -    | -    | -   | -   | -   | -   | -    | -   | -    |
| You're the First, the Last, My Everything         | 531  | 664  | 317  | 399 | 380  | 266  | 262  | 345  | 233  | 277  | 446  | 391  | 403  | 617  | 570  | 456  | 518  | 551  | 537  | 781 | 974 | 836 | 818 | 1111 | 965 | 1176 |

1. ↑  Een '-' betekent dat het nummer niet was genoteerd en een vetgedrukt getal geeft de hoogste notering van een nummer aan.

### Love Unlimited Albums
** = Verkrijgbaar op cd
- 1972 - FROM A GIRL'S POINT OF VIEW... WE GIVE TO YOU LOVE UNLIMITED (UNI 73131)
- 1973 - UNDER THE INFLUENCE OF.. LOVE UNLIMITED (20th Century T 414
- 1974 - IN HEAT (20th Century T 443)
- 1977 - HE'S ALL I'VE GOT (Unlimited Gold U 101)

- LOVE IS BACK (Unlimited Gold JZ 36130) 1979

- THE BEST OF LOVE UNLIMITED (Mercury 314 532 408-2) **

### Love Unlimited Singles
- Walkin' in the rain with the one I love/I Should Have Known (UNI 55319) 1972
- Is it really true boy, is it really me?/Another Chance (UNI 55342) 1972
- Are you sure/No B-side advised (UNI 55349) 1972
- Fragile-handle with care/I'll Be Yours Forever More (MCA 40009) 1973
- Oh love (well we finally made it)/Yes We Finally Made It (Instrumental to A-side) (20th Century TC 2025) 1973
- It may be winter outsie/Winter Again (Instrumental to A-side) (20th Century TC 2062) 1973
- Under the influence of love/(Instrumental to A-side) (20th Century TC 2082) 1973
- People of tomorrow are the children of today/So Nice To Hear (20th Century TC 2110) 1974
- I belong to you/And Only You (Instrumental to A-side) (20th Century TC 2141) 1974
- I'm under the influence of love/I Belong To You (UK 20th Century BTC 2178) 1975
- Share a little love in your heart/I Love You So Never Gonna Let You Go (20th Century TC 2183) 1975
- Under the influence of love/I Belong To You (Re-issues) (20th Century Remember Series TCR 8) 1976
- I did it for love/(Instrumental to A-side) (Unlimited Gold UG 7001) 1976
- High steppin' hip dressin' fella/(Instrumental to A-side) (Unlimited Gold 7"- ZS9 1409; 12"- 4Z8 1410) 1979
- I'm So Glad That I'm a Woman/Gotta Be Where You Are (Unlimited Gold ZS9 1412) 1980
- If you want me, say it/When I'm In Your Arms, Everything's Okay (Unlimited Gold ZS9 1417) 1980

### Love Unlimited Orchestra Albums
** = Verkrijgbaar op cd
- Rhapsody in White (20th Century T 433) 1974 op **
- Together Brothers (20th Century ST 101) 1974
- White Gold (20th Century T 458) 1974
- MUSIC MAESTRO PLEASE (20th Century T 480) 1975
- MY SWEET SUMMER SUITE (20th Century T 517) 1976
- MY MUSICAL BOUQUET (20th Century T 554) 1978
- SUPER MOVIE THEMES-JUST A LITTLE BIT DIFFERENT (20th Century T 582) 1979
- LET 'EM DANCE (Unlimited Gold JZ 36131) 1981 **
- WELCOME ABOARD (The Love Unlimited Orchestra Presents Mr Webster Lewis) (Unlimited Gold FZ 37425) 1981 ** Japan is niet meer leverbaar
- RISE (Unlimited Gold FZ 38366) 1983
- THE LOVE UNLIMITED ORCHESTRA - Best of (Mercury 314 526 945-2) **

### Love Unlimited Orchestra Singles
- Love's Theme/Sweet Moments (20th Century TC 2069) 1973
- RHAPSODY IN WHITE/Barry's Theme (20th Century TC 2090) 1974
- THEME FROM TOGETHER BROTHERS/Find The Man Brothers (20th Century TC 2107) 1974
- BABY BLUES/What A Groove (20th Century TC 2145) 1974
- SATIN SOUL/Just Living It Up (20th Century TC 2162) 1974
- ALWAYS THINKING OF YOU/Satin Soul (UK 20th Century BTC 2168) 1975
- FOREVER IN LOVE/Only You Can Make Me Blue (20th Century TC 2197) 1975
- MIDNIGHT GROOVE/It's Only What I Feel (20th Century TC 2281) 1975
- LOVE'S THEME/Satin Soul (Re-issues) (20th Century Remember Series TCR 6) 1976
- MY SWEET SUMMER SUITE/Just Living It Up (20th Century TC 2301) 1976
- THEME FROM KING KONG (Part 1)/(Part 2) (20th Century TC 2325) 1976
- THEME FROM KING KONG/Blues Concerto (20th Century 12"-TCD 61) 1976
- BRAZILIAN LOVE SONG/My Sweet Summer Suite (20th Century 7"-TC 2348; 12"-TCD 64) 1977
- HEY LOOK AT ME I'M IN LOVE/Whisper Softly (20th Century TC 2364 7”) 1978
- DON'T YOU KNOW HOW MUCH I LOVE YOU/Hey Look At Me I'm In Love (UK 20th Century TC 2367 7”) 1978
- DON'T YOU KNOW HOW MUCH I LOVE YOU/Hey Look At Me I'm In Love (20th Century 12"-TCD 66) 1978
- THEME FROM SHAFT/Theme From Superman (20th Century 7"-TC 2399; 12"-TCD 72) 1979
- YOUNG AMERICA/Freeway Flyer (Unlimited Gold 7"-ZS8 1414; 12"-4Z8 1414) 1980
- I WANNA BOOGIE AND WOOGIE WITH YOU/I'm In The Mood (Unlimited Gold 7"-ZS6 1421) 1980
- VIENI QUA BELLA MI/Bayou (Unlimited Gold 7"-ZS6 1423) 1981
- LIFT YOUR VOICE AND SAY/My Fantasies (Unlimited Gold 7"-ZS5 02135/12"-4Z8 02135) 1981
- WELCOME ABOARD/Strange (Unlimited Gold 7"-ZS5 02478; 12”-4Z9-02479) 1981
- NIGHT LIFE IN THE CITY/Wind (Unlimited Gold 7"-ZS5 02635; 12”-4Z9-02636) 1982
- DO IT TO THE MUSIC ... PLEASE/Anna Lisa (Unlimited Gold 7"-ZS4 03580; 12"-4Z9 03582) 1983
- MY LABORATORY (IS READY FOR YOU)/Goodbye Concerto (Unlimited Gold 7"-ZS4 03881; 12”-4Z9 03882) 1983

## Trivia
- Het instrumentale nummer Love's Theme werd als achtergrondmuziek gebruikt in de sketch De Geilneef (onderdeel van De Neven) van Kees van Kooten en Wim de Bie, die voor het eerst op 28 april 1977 was te zien.
- Het nummer "You're the First, the Last, My Everything" werd als "theme-song" gebruikt bij het karakter John Cage, uit de succesvolle televisieserie "Ally McBeal", die eind jaren negentig op de Nederlandse televisie te zien was.
- Barry White is in een aflevering van The Simpsons te zien. In de aflevering Wacking Day is het Barry die helpt om de slangen te redden van de bewoners van Springfield.